# フェトヒ・オクヤル
アリ・フェトヒ・オクヤル（Ali Fethi Okyar, 1934年まではアリ・フェトヒ・ベイ Ali Fethi Bey, 1880年4月29日‐1943年5月7日）は、トルコの軍人、政治家、外交官。成立間もないトルコ共和国の首相を務めた。

## 来歴

### 軍人・外交官
オスマン帝国のピルレペ（現北マケドニアのプリレプ）生まれ。1898年、陸軍士官学校に入学。1904年、サロニカの第3軍に参謀将校として配属される。そこで「統一と進歩委員会」に加盟。1909年、フランス大使館付武官。1911年の伊土戦争に従軍。1912年、立憲議会議員に当選。1913年にブルガリア公使となる。その当時のブルガリア駐在武官がのちの大統領ムスタファ・ケマル・アタテュルクであり、知遇を得た。1917年に立憲議会議員に当選しトルコに戻る。
第一次世界大戦敗北の混乱の中、暫定内閣で内相を務めたりケマルと共に新聞を発行するなどしたが、1919年1月に他の高官たちと共に拘束され、1921年までイギリス軍によりマルタに抑留される。釈放されトルコに戻った後はトルコ大国民議会に参加。独立戦争中の1922年に内相に就任。1923年8月14日から同年10月27日まで大国民議会代表（首相に相当）を務める。同職退任数日後にトルコ大国民議会議長に選出される。初代大統領に就任したケマルの後任であった。

### 首相
1924年11月22日から1925年3月2日まで、与党共和人民党（CHP）の政治家として二度目の首相職（国防相兼任）を務める。穏健派であるフェトヒを首相にすることにより、ケマルが推進する改革や前任者イスメット・イノニュの強硬路線の印象を和らげる目的があった。しかし政府に対する批判は収まらず、また東部におけるクルド人の反乱を鎮圧出来たため、再びイノニュに首相職を譲った。イノニュは唯一存在した野党を禁止し、トルコはCHPの一党独裁体制となった。1925年から1930年まで駐仏大使を務める。

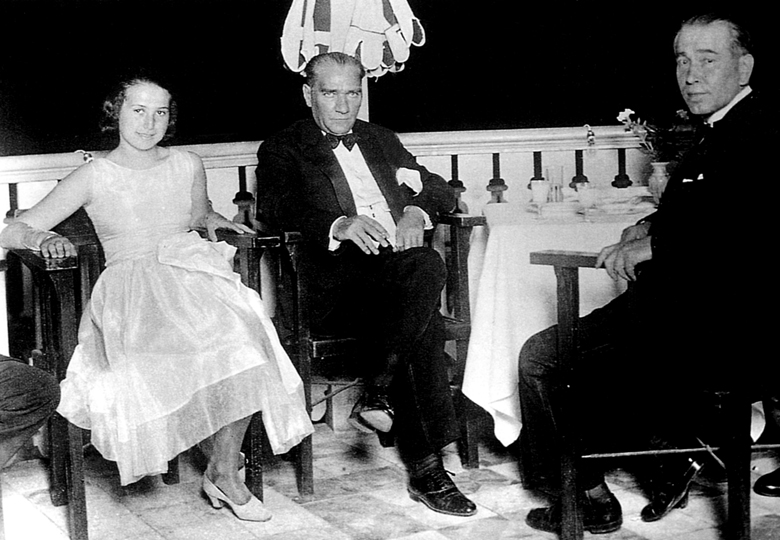
野党結党を協議するケマル（中央）とオクヤル。左端はオクヤルの娘（1930年8月13日）

トルコに一党独裁ではなく多党制の議会政治を根付かせたいという希望を持っていた大統領ケマルは、信頼する腹心のフェトヒに政党の結成を依頼、フェトヒは1930年8月に自由共和党（Serbest Cumhuriyet Fırkası、SCF）を結党した。しかしこの政党にはたちまち強硬な反ケマル派が集まったため、危険と判断したフェトヒは数ヵ月後にはこの党を自発的に解党してCHPに復党、多党制定着の試みはうまくゆかなかった。次の野党結党は1946年のジェラル・バヤルによる民主党結党まで待たねばならなかった。
1934年、議会から「アタテュルク」という姓を奉られたケマルは、フェトヒに対し「オクヤル」をいう姓を与えた。1934年から駐英大使を務め、モントルー条約の締結交渉に参画した。アタテュルク死後の1939年に議会に復帰し、1941年まで第二次サイダム内閣で法相を務める。1943年にイスタンブールで死去した。

## 註
1. ↑  「ベイ」は名前につける尊称であり、固有の姓ではない